# 基奇纳募兵海报
基奇纳募兵海报（Lord Kitchener Wants You）或称基奇纳伯爵需要你，是1914年第一次世界大战时由阿尔弗雷德·李特设计的英国陆军募兵海报。海报上绘有英国陆军大臣基奇纳伯爵戴着英国陆军元帅帽，以食指指向观者，并书：。这种海报设计后来被从美军到苏军的各国军队所模仿。
但在1914至1918年间英国印刷的约570万张海报中，使用该图案的不过1万张。

## 设计
1914年9月5日的《伦敦舆论》（London Opinion）杂志封面的设计启发了海报。该封面上书：，并有基奇纳伯爵以食指指向观者的图。

## 模仿

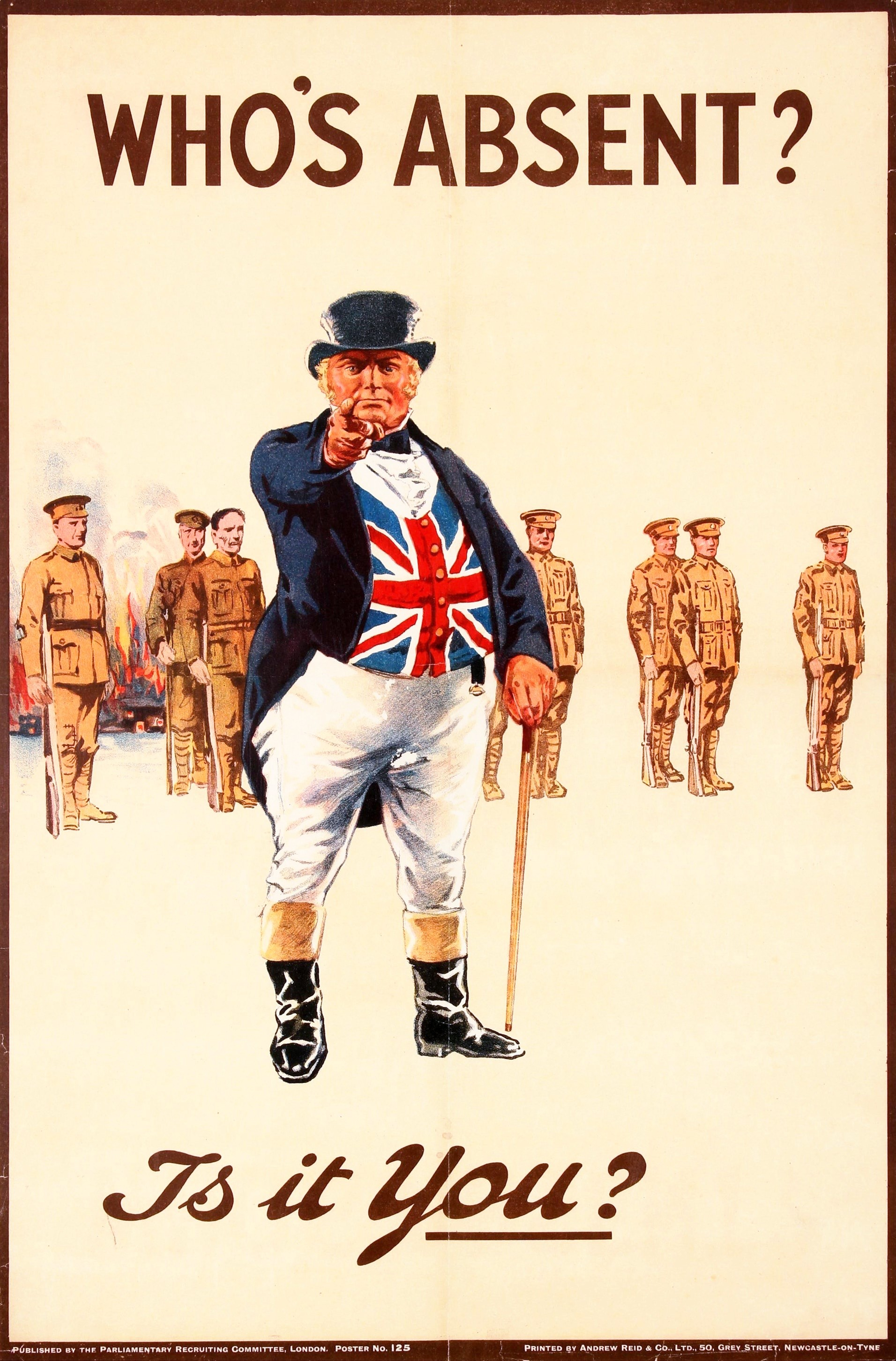
英国一战约1915年的募兵海报，上有拟人化的约翰牛。上书：“谁没参军？是你吗？”
1917年著名的美国募兵海报。山姆大叔为一战、二战募兵。詹姆斯·蒙哥马利·弗拉格设计[2]
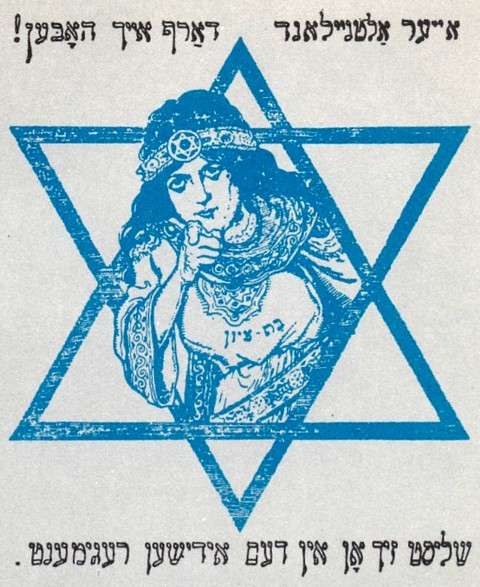
美国一战征兵海报。锡安之女以意第绪语说：“你的新故乡（英语：The Old New Land）需要你！加入犹太军团”
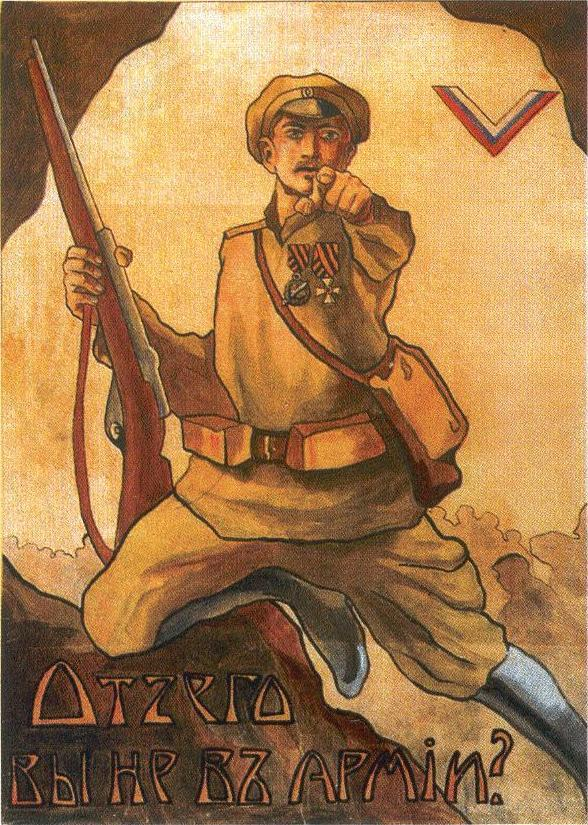
俄国白军1919年征兵海报，“为什么你没参军？”
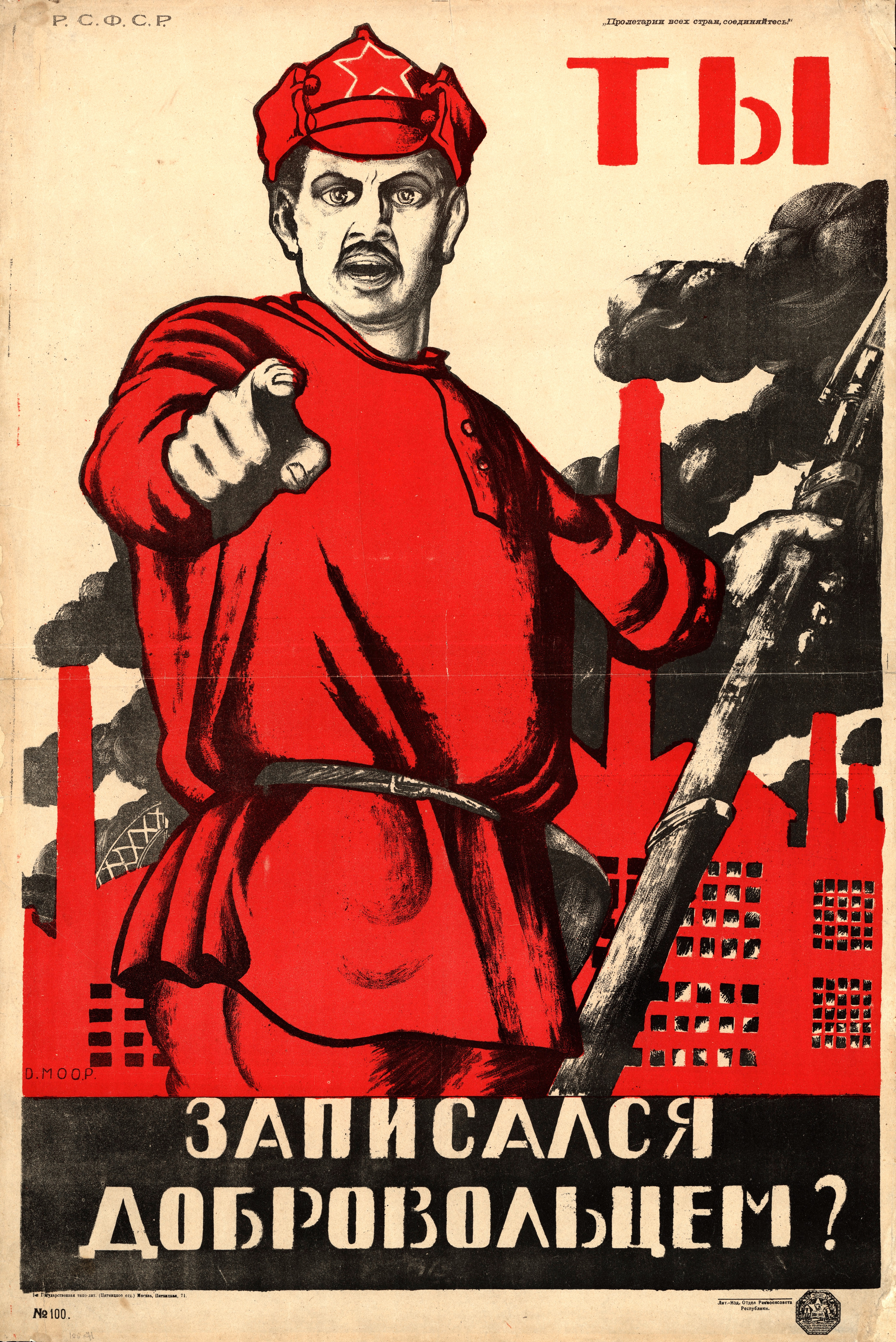
苏联1927年海报，“你，如果不是合作社社员，快签名加入吧！”
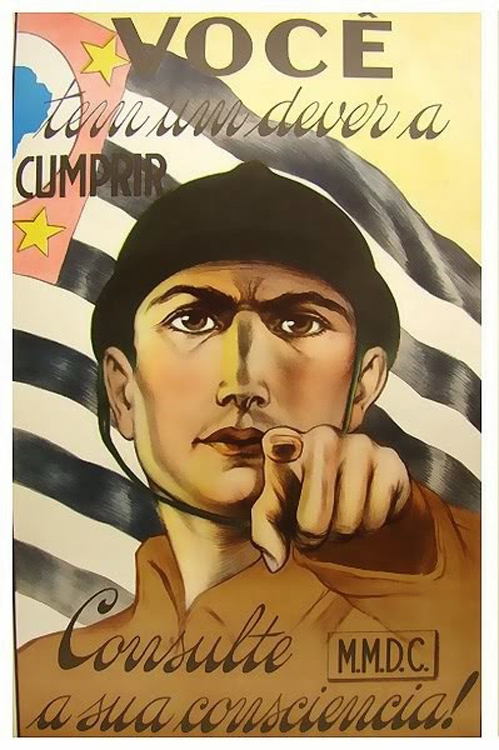
1932年巴西立宪革命（英语：Constitutionalist Revolution）募兵海报，“自问良心，你有要完成的使命！”
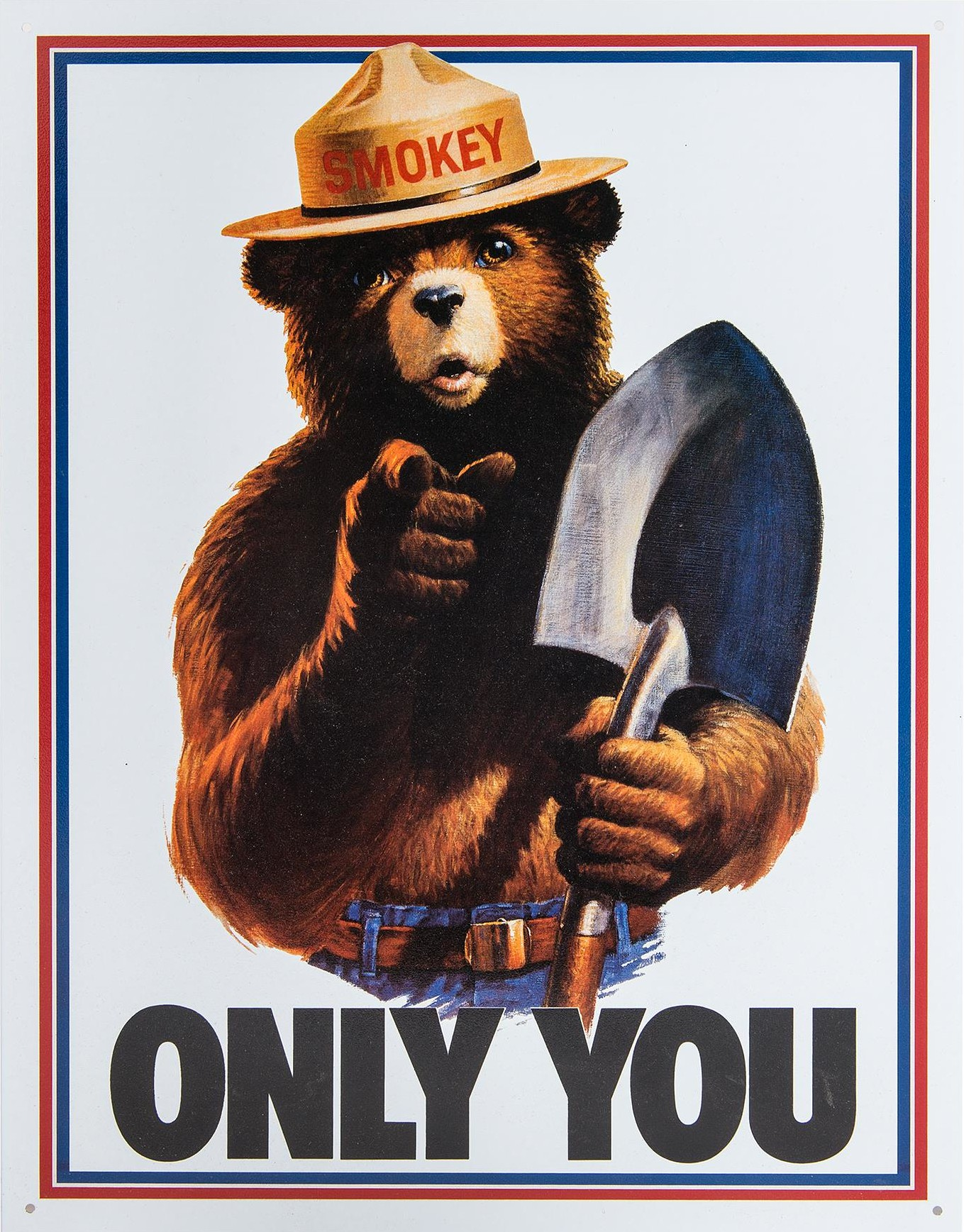
美国1985年护林熊（英语：Smokey Bear）海报，图中来自著名的。
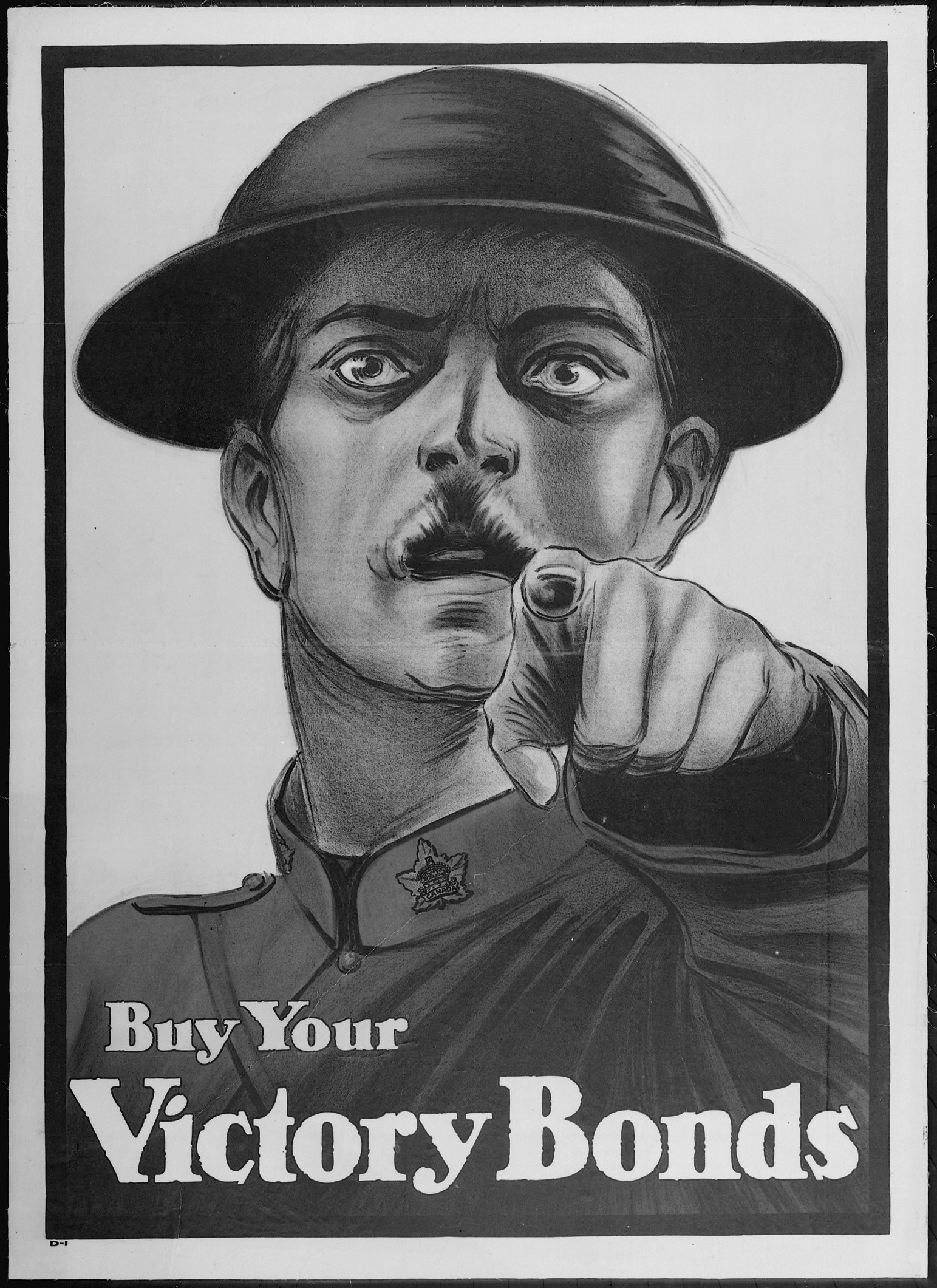
加拿大的一战募兵海报，模仿美国的山姆大叔海报